# Forestiera acuminata
Forestiera acuminata är en syrenväxtart som först beskrevs av André Michaux, och fick sitt nu gällande namn av Jean Louis Marie Poiret. Forestiera acuminata ingår i släktet Forestiera och familjen syrenväxter. Inga underarter finns listade i Catalogue of Life.

## Bildgalleri

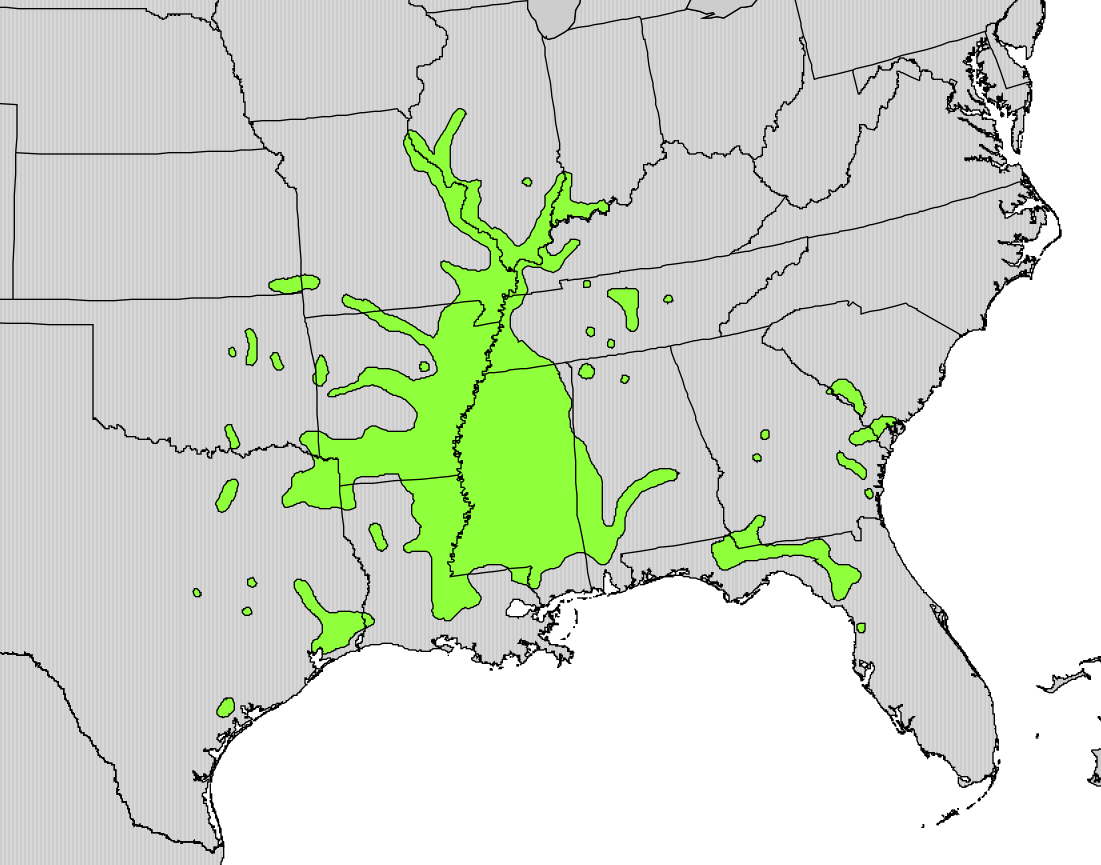